# Владари Валенсије
Хришћанску Краљевину Валенсију основао је Ђауме I од Арагонам након што је освојио таифу Балансија (шп. Taifa de Balansiya). Ђауме је од Валенсије направио политичко-правну формацију којој је доделио сопствене законе - фуеросе, и путем династичких веза је везао директно за Круну Арагона, што је веома ражестило арагонско племство. Валенцију су населили Каталонци и Арагонци, међутим, још дуго времена је преовладавало муслиманско становништво.
Краљевина Валенсија, заједно са Краљевином Мајорком и каталонским грофовијама била је део Круне Арагона до њеног уједињења са Круном Кастиље. У новонасталој заједници, Валенсија је задржала статус краљевине све до поделе на провинције Хавијера Бургоса из 1833. године, када је Краљевина Валенсија била подељена на провинције Валенсија, Кастељон и Аликанте.

## Владари таифе Балансија
- Амириди, потомци Алманзора
- Алморавиди
- Алмохади (1145—1172)

- Абд ал-Алах, син Абд ал-Рамана (први кордопски емир) (711)
- Мубарак и Музафар 1011
- Абд ал-Азиз ибн Аби Амир (унук Алманзора) (1021)
- Ал-Кадир (1087—1089)
- Родриго Дијаз де Вивар (1094—1101)
- Заид Абу Заид
- Зајан ибн Марданикс (последњи алмохадски емир)

## Барселонска династија
- 1213–1276 Ђауме I од Арагона, Освајач, оставио Краљевину Мајорку свом сину Ђаумеу II
- 1276–1285 Пере III од Арагона Велики, (Пере I од Валенсије, Пере II од Барселоне) оставио Сицилију свом сину Ђаумеу II
- 1285–1291 Алфонсо III од Арагона (Алфонсо I од Валенсије, Алфонсо II од Барселоне) Либерални
- 1291–1327 Ђауме II од Арагона, Праведни
- 1327–1336 Алфонсо IV од Арагона, Доброћудни (Алфонсо II од Валенсије, Алфонсо III од Барселоне)
- 1336–1387 Пере IV од Арагона, Свечани (Пере II од Валенсије, Пере III од Барселоне), 1380. оставља краљевину Сицилију Мартину I
- 1387–1396 Ђоан I од Арагона, Ловац
- 1396–1410 Мартин I од Арагона, Хуманиста, последњи директни потомак Вилфреда I Длакавог, првог грофа од Барселоне. Умро је не оставивши за собом наследника. Како је било више претендената који су разним крвним везама полагали право на престо, наследник је био одређен Споразумом из Каспе.

Међувладавина и Споразум из Каспе

## Династија Трастамара
- 1412–1416 Фернандо I од Арагона, такође познат и као Фернандо од Антекере
- 1416–1458 Алфонсо V од Арагона или Великодушни (Алфонсо III од Валенсије, Алфонсо IV од Барселоне, Алфонсо I од Мајорке, Алфонсо I од Сицилије, Алфонсо II од Сардиније, Алфонсо I од Напуља)
- 1458–1479 Хуан II од Арагона, (Хуан II од Наваре 1425-1479), оставља Навару својој кћерки Леонор де Фоиш
- 1479–1516 Фернандо II од Арагона, Католички (Фернандо од Сицилије, Фернандо III од Напуља)

## Хабзбуршка династија
- (1516-1556) Карло I од Шпаније
- (1556-1598) Филип II од Шпаније
- (1598-1621) Филип III од Шпаније
- (1621-1665) Филип IV од Шпаније
- (1665-1700) Карло II од Шпаније

## Бурбонска династија
Са Филипом V Бурбонским, краљевна Валенсија, као и све друге територије старе Круне Арагона које су се у рату за сукцесију бориле против њега, изгубила је своје фуеросе Декретом о новој подели, и почиње да примењује законе Кастиље.